# Jonathan Homer Lane

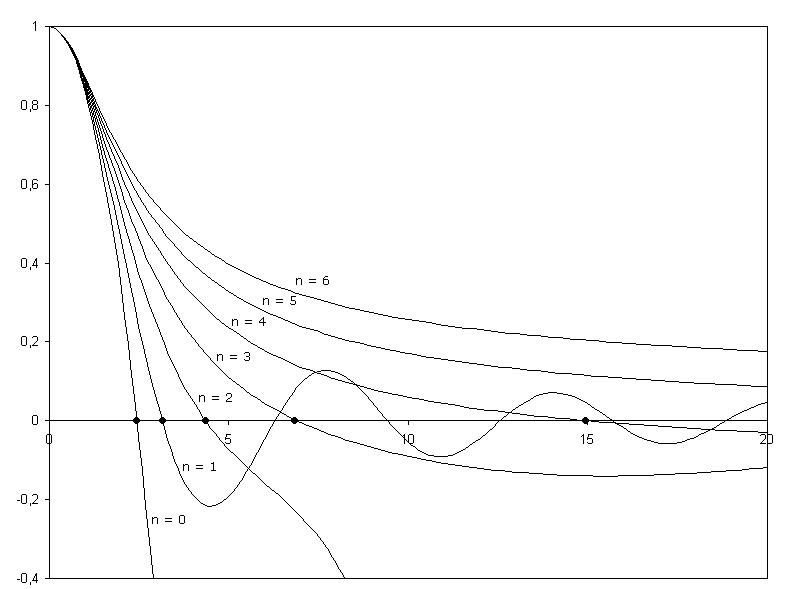

Jonathan Homer Lane (Geneseo, 9 agosto 1819 – Washington, 3 maggio 1880) è stato un astrofisico statunitense.

## Biografia
Era figlio di  Mark e Henrietta (nata Tenny) Lane e studiò alla Phillips Academy di Exeter. Si laureò alla Yale University nel 1846 ed entrò a far parte dell'U.S. Patent Office, dove divenne il principale esaminatore nel 1851. Nel 1869 entrò a far parte dell'Office of Weights and Measures, parte del Dipartimento del Tesoro che successivamente divenne National Bureau of Standards.
Lane si interessò particolarmente di astronomia e fu il primo a realizzare un'analisi matematica del Sole come corpo celeste gassoso. I suoi studi dimostrarono le relazioni termodinamiche fra pressione, temperatura e densità dei gas che costituiscono il Sole, ponendo le basi della teoria dell'evoluzione stellare (vedi Equazione di Lane-Emden).
Simon Newcomb, nelle sue memorie, descrisse Lane come "un ometto dall'aspetto strano ed educato, piuttosto intellettuale in apparenza, che ascoltava con attenzione  ciò che altri dicevano, ma che, per quanto ho notato, non diceva mai una parola."  Newcomb racconta il suo ruolo nel portare l'opera di Lane, nel 1876, all'attenzione di 
William Thomson che rese ulteriormente popolare l'opera. Newcomb scrisse, "è molto singolare che un uomo di tale acume non abbia mai realizzato niente altro di importante."
Il cratere lunare Lane porta il suo nome.